# Dernovka (vattendrag)
Dernovka (ryska: Дерновка) är ett vattendrag i Belarus.   Det ligger i voblasten Vitsebsks voblast, i den nordöstra delen av landet, 180 km öster om huvudstaden Minsk.
Omgivningarna runt Dernovka är en mosaik av jordbruksmark och naturlig växtlighet. Runt Dernovka är det ganska tätbefolkat, med 104 invånare per kvadratkilometer.